# Urban Hettich
Ne doit pas être confondu avec Georg Hettich.
Urban Hettich (né le 2 mars 1953 à Schonach im Schwarzwald) est un ancien fondeur et spécialiste allemand du combiné nordique.
Urban Hettich n'est pas lié au champion olympique Georg Hettich mais ils viennent tous les deux de Schonach.

## Palmarès

### Jeux olympiques
| Épreuve / Édition  | Sapporo 1972 | Innsbruck 1976 | Lake Placid 1980 |
| Combiné nordique   | 20e          | Argent         | 14e              |
| Ski de fond 4x10km | 7e           |                |                  |